# 1001 Gaussia
1001 Gaussia este un asteroid din principala centură de asteroizi ce orbitează în jurul Soarelui. Inițial, a fost denumit 1923 OA. Mai târziu a fost denumit după matematicianul Carl F. Gauss. Are o magnitudine aparentă medie de 9,77.
Asteroidul a fost descoperit de către astronomul rus Serghei Ivanovici Beliavski, la 8 august 1923.